# Jacek Jaworek

List gończy za Jackiem Jaworkiem (lipiec 2021)

Jacek Piotr Jaworek (ur. 21 maja 1969 w Częstochowie, zm. 19 lipca 2024 w Dąbrowie Zielonej) – polski pracownik budowlany, który dokonał zabójstwa trzech członków swojej rodziny we wsi Borowce 10 lipca 2021. Od tego czasu poszukiwany był listem gończym, objęty Europejskim Nakazem Aresztowania i czerwoną notą Interpolu, znajdował się także na liście najbardziej poszukiwanych przestępców Europolu.

## Życiorys
Jacek Jaworek pracował jako robotnik budowlany w Niemczech, Szwajcarii i we Włoszech, lecz z powodu wybuchu pandemii COVID-19 wrócił do Polski. W marcu 2021 trafił do aresztu na 3 miesiące z powodu uchylania się od płacenia alimentów. Po zakończeniu kary Jaworek zamieszkał u swojego brata, z którym miał być skłócony. Był uznawany także za osobę porywczą i agresywną wobec swojej rodziny.

## Opis zbrodni
W nocy z 9 na 10 lipca 2021 policja otrzymała zgłoszenie o rodzinnej awanturze w jednym z domów we wsi Borowce (w województwie śląskim). Po przyjeździe na miejsce funkcjonariusze ujawnili ciała trzech osób – brata Jaworka, jego żony oraz ich 17-letniego syna. Udało się natomiast przeżyć drugiemu synowi zamordowanej pary – 13-latek, słysząc krzyki i strzały, schował się w szafie, a następnie uciekł przez okno.
Według ustaleń śledczych sprawca najpierw zastrzelić miał mężczyznę, a następnie jego żonę i syna. Oddał łącznie 10 strzałów z pistoletu Browning kal. 7,65 mm. Według prokuratury motywem zbrodni był konflikt między braćmi o podział spadku po ojcu.

## Poszukiwania i odnalezienie zwłok
Po dokonaniu zabójstwa rozpoczęły się zakrojone na szeroką skalę poszukiwania Jacka Jaworka. Za podejrzanym wystawiono list gończy oraz Europejski Nakaz Aresztowania. Został on również objęty czerwoną notą Interpolu. Przesłuchano ponad 100 świadków, w tym rodzinę Jaworka, a także przeczesano kilka razy wieś Borowce i jej okolice w poszukiwaniu jego ciała. W czerwcu 2022 katowicka policja opublikowała portrety progresywne Jaworka. Istniały dwie wersje dotyczące miejsca jego pobytu – pierwsza zakładała, że Jaworek żyje i ukrywa się w Polsce albo za granicą, a druga – że nie żyje i jego zwłoki są w nieustalonym miejscu. W czerwcu 2023 śledztwo zostało zawieszone.
W październiku 2023 w lesie w miejscowości Żuraw znaleziono zwłoki mężczyzny, które według śledczych mogły należeć do Jacka Jaworka. Badania genetyczne nie wykazały jednak podobieństwa między DNA zmarłego a DNA Jaworka.
19 lipca 2024 w Dąbrowie Zielonej, w powiecie częstochowskim, znaleziono zwłoki mężczyzny z raną postrzałową głowy. Kilka dni później, po przeprowadzeniu badań DNA, prokuratura potwierdziła, że należą one do Jacka Jaworka. Według biegłych z zakresu medycyny sądowej i balistyki, Jaworek popełnił samobójstwo.
Udało się ustalić, że Jaworek przez pewien czas ukrywał się w domu swojej ciotki w Dąbrowie Zielonej, gdzie później popełnił samobójstwo. Sąd Rejonowy w Częstochowie zdecydował o aresztowaniu na trzy miesiące 74-letniej ciotki Jaworka. Kobieta usłyszała zarzut utrudniania postępowania karnego poprzez ukrywanie przestępcy. Grozi jej do pięciu lat więzienia.

## W kulturze
Długość poszukiwań Jaworka stała się obiektem żartów oraz memów internetowych. 14 czerwca 2024 polski raper Kuki wydał singiel zatytułowany „Gdzie jesteś Jaworku?”, którego tekst prześmiewczo nawiązuje do poszukiwań Jacka Jaworka.